# Мякиля, Саша
Са́ша Мя́киля (фин. Sasha Mäkilä; 19 июня 1973, Керава, Финляндия) — финский дирижёр.
Лауреат Международного конкурса дирижёров им. Вахтанга Жордания (третья премия, США, 2006).
С 2007 года является дирижёром-ассистентом Национального оркестра Франции (художественный руководитель Курт Мазур).
Учился музыковедению, педагогике и философии в Хельсинкском университете. Игре на виолончели обучался в Хельсинкской консерватории под руководством знаменитого финского виолончелиста Сеппо Лааманен.
Оперно-симфоническому дирижированию начал обучаться с 2001 года в Петербургской консерватории (у Леонида Корчмара). С 2004 года продолжает обучение дирижированию (оркестровому и хоровому) в Академии имени Сибелиуса (в Хельсинки).
Участвовал в мастер-классах Петра Грибанова, Юрия Симонова, Йормы Панула, Атсо Алмила и других. Работал с «Конгресс-оркестром», Симфоническим оркестром Российской национальной библиотеки, оркестром камерной филармонии (Санкт-Петербург), оркестрами городов Вааса и Сейняйоки (Финляндия) и другими. Дирижировал оперы в Хельсинкской консерватории и в театре Эспоо. Работал с певцами: Тару Вальякка, Анита Ранта, Хану Юрму, Юкка Рому и другими.
20 апреля 2004 года в Концертном зале РНБ с Симфоническим оркестром Российской национальной библиотеки успешно открыл Первый международный музыкальный фестиваль «Нордик Мьюзик», после чего был приглашен художественным руководителем и главным дирижёром оркестра Василием Зварийчуком на должность дирижёра оркестра.
19 мая 2005 года в Малом зале Петербургской филармонии с СО РНБ он открыл Второй международный музыкальный фестиваль «Нордик Мьюзик».